# Stylocidaris bracteata
Stylocidaris bracteata is een zee-egel uit de familie Cidaridae.
De wetenschappelijke naam van de soort werd in 1879 gepubliceerd door Alexander Agassiz.